# Пульхерия (пьеса)
«Пульхерия» (фр. Pulchérie) — трагедия французского драматурга Пьера Корнеля, впервые поставленная на сцене 25 ноября 1672 года в парижском театре дю Марэ. Её относят к позднему периоду творчества драматурга. Корнель здесь явно соперничает с Жаном Расином, работая в нехарактерном для него жанре «лирической трагедии», но терпит поражение.
Главная героиня пьесы — императрица Византии Пульхерия, правившая в 450—453 годах. Основной сюжетный мотив — традиционное для Корнеля противопоставление чувств персонажа его долгу. Пульхерия должна выбрать себе мужа, который вместе с её рукой получит власть над империей. Она влюблена в Льва, но из-за его молодости и неопытности отказывает ему и выходит за престарелого военачальника. За Льва императрица отдаёт свою падчерицу.
Мольер, ставивший предыдущие пьесы Корнеля, ставить «Пульхерию» отказался, предполагая, что она не имеет шансов на успех, и оказался прав: публика отреагировала холодно. Одним из немногих исключений стала мадам де Севинье, оставшаяся в восторге от пьесы и поставившая её в один ряд с «Цинной» и «Смертью Помпея».